# Heterotrichum
Heterotrichum es un género  de plantas fanerógamas pertenecientes a la familia Melastomataceae. Comprende 30 especies descritas y de estas, ninguna aceptada, pero una gran cantidad en disputa.

## Taxonomía
El género fue descrito por Friedrich August Marschall von Bieberstein y publicado en  Flora Taurico-Caucasica 3: 551. 1819.

## Algunas especies
- Heterotrichum alpinum Link
- Heterotrichum angustifolium DC.
- Heterotrichum arcticum M.Bieb. ex Herder
- Heterotrichum atriplicifolium M.Bieb. ex Herder
- Heterotrichum cymosum Urb.